# ناتالي فرانك
ناتالي فرانك (بالإنجليزية: Natalie Frank)‏ هي رسامة أمريكية، ولدت في 1980 في أوستن في الولايات المتحدة.